# فيرديناند براك
فيرديناند براك مواليد 25 مايو 1939 في بلجيكا، هو دراج بلجيكي سابق في صنف سباق الدراجات على الطريق وعلى المضمار.

## سباقات أو مراحل فاز بها
- طواف فرنسا
- طواف إسبانيا

## روابط خارجية
- فيرديناند براك على موقع أرشيف الدراجات (الإنجليزية)
- فيرديناند براك على موقع إحصائيات الدراجات الإحترافية (الإنجليزية)
- فيرديناند براك على موقع CycleBase (الإنجليزية)